# Tel Awiw (dystrykt)
Tel Awiw (hebr. ‏מחוז תל אביב‎, Mechoz Tel Awiw) – jeden z sześciu administracyjnych dystryktów w Izraelu. Obejmuje on obszar metropolitalny Gusz Dan o powierzchni 172 km². Zamieszkany jest przez 1 227 000 mieszkańców (dane z końca 2008). Stolicą dystryktu jest Tel Awiw-Jafa.

## Struktura gruntów
| Rodzaj                                    | Powierzchnia (km²) | %     |
| ----------------------------------------- | ------------------ | ----- |
| tereny mieszkalne                         | 68,8               | 40,0% |
| inne (nieużytki, tereny wojskowe, itp)    | 37,8               | 22,0% |
| użytki rolne                              | 19,6               | 11,4% |
| tereny przemysłowe                        | 11,9               | 6,9%  |
| tereny publiczne (otwarte)                | 10,1               | 5,9%  |
| lasy                                      | 6,4                | 3,7%  |
| tereny edukacyjne                         | 4,6                | 2,7%  |
| obiekty służb publicznych                 | 4,5                | 2,6%  |
| budynki komercyjne                        | 2,9                | 1,7%  |
| obiekty kultury                           | 2,1                | 1,2%  |
| obiekty służby zdrowia                    | 1,4                | 0,8%  |
| drogi, koleje i inne tereny komunikacyjne | 1,4                | 0,8%  |
| budynki rolnicze                          | 0,5                | 0,3%  |
| Powierzchnia dystryktu (Σ)                | 172                | 100%  |

Dystrykt Tel Awiw zajmuje powierzchnię 172 km², co przy obecnej liczbie mieszkańców daje gęstość zaludnienia równą 7134 osób na 1 km² (dla porównania w 1948 gęstość zaludnienia wynosiła 1834 osób na 1 km²)
Większość tego obszaru stanowi teren gęsto zabudowanej aglomeracji miejskiej Gusz Dan, rozciągającej się wokół metropolii Tel Awiwu. Zdecydowanie największą powierzchnię gruntów zajmują tereny zajęte przez budownictwo mieszkaniowe.
Dane przedstawione w tabeli są uaktualnione na koniec 2002, oprócz danych dotyczących powierzchni terenów upraw rolniczych. Pozycja struktur budowlanych rolnictwa (budynki rolnicze) obejmuje także szklarnie oraz stawy rybne.

## Demografia
Zgodnie z danymi Izraelskiego Centrum Danych Statystycznych na koniec 2008 w dystrykcie Tel Awiw żyło 1 227 000 mieszkańców. Wzrost populacji utrzymywał się na poziomie 0,9%, przy czym przyrost naturalny wyniósł 14,5 tys.
| Opis                           | Ogółem    | Ogółem | Żydzi     | Żydzi | Arabowie  | Arabowie |
| ------------------------------ | --------- | ------ | --------- | ----- | --------- | -------- |
| jednostka                      | tys. osób | %      | tys. osób | %     | tys. osób | %        |
| populacja                      | 1 227,0   | 100    | 1 208,7   | 98,51 | 18,3      | 1,49     |
| przyrost naturalny (tys. osób) | 14,5      | 14,5   | 14,2      | 14,2  | 0,4       | 0,4      |

Pod względem wyznania:
| Opis                           | Ogółem    | Ogółem | Żydzi     | Żydzi | Muzułmanie | Muzułmanie | Chrześcijanie | Chrześcijanie | Inni      | Inni |
| ------------------------------ | --------- | ------ | --------- | ----- | ---------- | ---------- | ------------- | ------------- | --------- | ---- |
| jednostka                      | tys. osób | %      | tys. osób | %     | tys. osób  | %          | tys. osób     | %             | tys. osób | %    |
| populacja                      | 1 227,0   | 100    | 1 146,5   | 93,44 | 14,4       | 1,17       | 9,5           | 0,77          | 56,5      | 4,62 |
| przyrost naturalny (tys. osób) | 14,5      | 14,5   | 13,4      | 13,4  | 0,3        | 0,3        | 0,1           | 0,1           | 0,8       | 0,8  |

Struktura płci i wieku mieszkańców dystryktu Tel Awiw wg danych z 31 grudnia 2008
W 2008 w dystrykcie Tel Awiw zarejestrowano ujemny wynik w bilansie migracji ludności na poziomie 4000 osób, przy czym migracja wewnętrzna wyniosła 5700 osób, a napływ imigrantów wyniósł 2800 osób
Wykres liczby ludności dystryktu na przestrzeni lat:

## Miasta
| Nazwa miasta    | język hebrajski | język arabski     | ludność (2009) |
| --------------- | --------------- | ----------------- | -------------- |
| Tel Awiw        | ‏תל-אביב-יפו‎     | ‏تل أبيب يافا‎      | 391 300        |
| Holon           | ‏חולון‎           | ‏حولون‎             | 171 700        |
| Bene Berak      | ‏בני ברק‎         | ‏بني براك‎          | 154 700        |
| Ramat Gan       | ‏רמת גן‎          | ‏رمات جان/رمات غان‎ | 135 100        |
| Bat Jam         | ‏בת ים‎           | ‏بات يام‎           | 129 000        |
| Herclijja       | ‏הרצליה‎          | ‏هرتسليا‎           | 84 900         |
| Giwatajim       | ‏גבעתיים‎         | ‏جبعاتايم/جفعاتايم‎ | 50 400         |
| Ramat ha-Szaron | ‏רמת השרון‎       | ‏رمات هشارون‎       | 38 900         |
| Or Jehuda       | ‏אור יהודה‎       | ‏أور يهودا‎         | 32 700         |
| Kirjat Ono      | ‏קריית אונו‎      | ‏كريات أونو‎        | 29 200         |

## Samorządy lokalne
| Poddystrykt | Miasta | Samorządy lokalne         | Samorządy regionów |
| ----------- | --- | ------------------------- | ------------------ |
| Tel Awiw    | - Tel Awiw-Jafa - Holon - Bene Berak - Ramat Gan - Bat Jam - Herclijja - Giwatajim - Ramat ha-Szaron - Or Jehuda - Kirjat Ono | - Azor - Kefar Szemarjahu | - Ef’al (do 2008)  |